# Zdeněk Tomáš
Zdeněk Tomáš (5. října 1915, Jičín – 29. října 1999, Praha) byl český dirigent, sbormistr, pěvecký pedagog a organizátor hudebního života.

## Život
Jeho otec, Bohumil Tomáš, byl varhaníkem a hudebním skladatelem a dal mu základy hry na klavír, varhany a zpěvu. Kromě toho se učil i hře na housle u Josefa Muziky. Již v dětství řídil chrámovou hudbu v Popovicích u Jičína.
Studoval na Pražské konzervatoři zpěv u prof. Louise Kadeřábka a řízení sboru u prof. Aima, v dirigování byl též žákem Václava Talicha. Už během studia zpíval velké basové role v představeních jičínských ochotníků, byl členem sboru opery Národního divadla a působil i jako umělecký vedoucí Aimova pěveckého kvarteta.
Stal se ředitelem hudební školy v Rakovníku (od roku 1939), sestavil symfonický orchestr, pěvecký sbor a nakonec společně se svým otcem založil Rakovnickou operu (1940–1960), v níž uvedl s hostujícími sólisty Národního divadla v Praze např. opery: Antonín Dvořák: Čert a Káča, Bedřich Smetana: Prodaná nevěsta, Dalibor a Hubička, Gioacchino Rossini: Lazebník sevillský, Georges Bizet: Carmen, Giuseppe Verdi: Aida. Pořádal též samostatné orchestrální koncerty. Současně se stal v Praze sbormistrem Pražského pěveckého sboru Křížkovský (1939–1947) a sboru Pražský Hlahol (od roku 1948), s nímž nastudoval např. díla: Antonín Dvořák: Svatební košile (1951), Hector Berlioz: Faustovo prokletí (1953), Ferenc Liszt: Legenda o sv. Alžbětě (1956). Se sborem Křížkovský získal v roce 1946 1. cenu v mezinárodní soutěži v Liège.
V roce 1957 založil symfonický orchestr a připojil jej ke sboru pražského Hlaholu. Pod jeho taktovkou pak zazněla např. díla: Giuseppe Verdi: Simone Boccanegra (1962), Georg Friedrich Händel: Mesiáš (1965) a Allegro (1967), Jaroslav Křička: České jesličky (1975). Od roku 1955 dirigoval též v Pražské zpěvohře. Od roku 1963 stanul v čele studentského orchestru při Hudební škole hl. města Prahy ve Voršilské ulici.
Významná je též jeho dlouholetá pěvecká pedagogická činnost a jeho vlastní umělecké působení jako klavíristy a zpěváka.